# La Losa
La Losa és un municipi de la província de Segòvia, a la comunitat autònoma de Castella i Lleó.
Com a anècdota, La Losa és el primer i únic poble d'Espanya en el qual cal dur als gats amb corretja, per un ban de l'ajuntament, imposat en 2005, després que un motorista tingués un accident en atropellar un gat solt i hagués de pagar-se una indemnització amb diners municipals.